# Perdita dammersi
Perdita dammersi är en biart som beskrevs av Timberlake 1964. Perdita dammersi ingår i släktet Perdita och familjen grävbin. Inga underarter finns listade i Catalogue of Life.